# Prinny
Les prinnies sont une race de créatures de fiction des jeux vidéo de la compagnie Nippon Ichi Software. Apparaissant pour la première fois dans Disgaea: Hour of Darkness, ils sont présents dans tous les jeux subséquents de la compagnie ainsi que dans une grande variété de produits dérivés tels des chapeaux et des jouets. 
Un prinny est une sorte de créature semblable à un petit manchot, généralement de couleur bleue, avec de petites ailes de chauve-souris, deux jambes de bois et des points de suture près de la bouche. Lorsqu'ils sont lancés, ils explosent à l'impact.
En général, leur voix est interprétée par Junji Majima en version japonaise et par Grant George pour les versions anglaises de Disgaea: Hour of Darkness à Disgaea Infinite, puis par Dave Wittenberg dans Trinity Universe.

## Concept et création
Le Prinny est créé par Takehito Harada alors qu'il tente de trouver un personnage auquel aucun joueur ne voudrait s'identifier. Il commence en choisissant de faire un personnage de forme animale, basé sur le physique d’un manchot.

## Personnalité
Les prinnies se caractérisent par leur attitude optimiste et leur utilisation fréquente de l'interjection dood.
Dans Disgaea: Hour of Darkness, ils sont la réincarnation d'humains mauvais, ayant mené une mauvaise vie, tels les voleurs ou meurtriers, ou ayant commis un péché mortel tel le suicide. En raison de la nature instable de l'âme humaine, les prinnies normaux explosent s'ils frappent quelque chose avec une grande force, comme lorsqu'ils sont lancés.